# 尤里夫卡 (馬林區)
50°47′13″N 29°16′43″E / 50.78694°N 29.27861°E
尤里夫卡（烏克蘭語：Юрівка），是烏克蘭北部的村莊，隸屬日托米爾州的科羅斯滕區。該村面積0.89平方公里，海拔高度165米，2001年人口289，人口密度每平方公里323.27人。